# Музей Нового Света (Ла-Рошель)
Музей Нового Света (фр. Musée du Nouveau Monde) — музей, посвященный колонизации Америки французами. Расположен на территории французского города Ла-Рошель по адресу rue Fleureau, 10. Здание, в котором расположен музей, относится к историческим памятникам Франции.

## Описание
Музей Нового Света в Ла-Рошели был создан в 1982 году.
Музей Нового Света представляет вниманию своих посетителей экспонаты, которые связаны с колонизацией Америки, в частности, сохранились объекты, которые относятся к периоду XVI века. Здесь хранится полотно, на котором изображен городской порт, есть гравюры, старые карты. Сохранился набор мебели и предметов искусства, гобелены, картины, скульптуры. Экспонаты мебели в музее датируются XVIII веком, есть набор американской колониальной мебели.
В музее Нового света сохранились уменьшенные панно, которые были выполнены для теплохода «Нормандия».
Музей расположен в старом строении, датированном XVIII веком. Его строителем был Регно де Болье. В 1775 году дом был расширен Эме-Бенджамином Флё. Дом представляет собой переплетение элементов рококо и неоклассики. Когда-то этот дом принадлежал семье торговцев.
Музей расположен по адресу rue Fleureau, 10. В период октябрь — март Музей Нового Света работает с 09:30 до 12:30, и с 13:30 до 17:30 с понедельника по пятницу. По вторникам музей не работает. В субботу и воскресенье музей работает с 14:30 до 18:00, с апреля по сентябрь с понедельника по субботу с 10:30 до 12:30 и с 14:00 до 18:00. Во вторник музей закрыт. В праздничные дни и в воскресенье он открыт с 14:00 или с 14:30 до 18:00.
Стоимость входного билета составляет 6 евро. Предусмотрен групповой билет для группы, в составе которой не меньше 10 человек. Стоимость билета для каждого из них будет равна 4 евро при соблюдении дополнительных условий.
Здание музея — исторический памятник Франции.

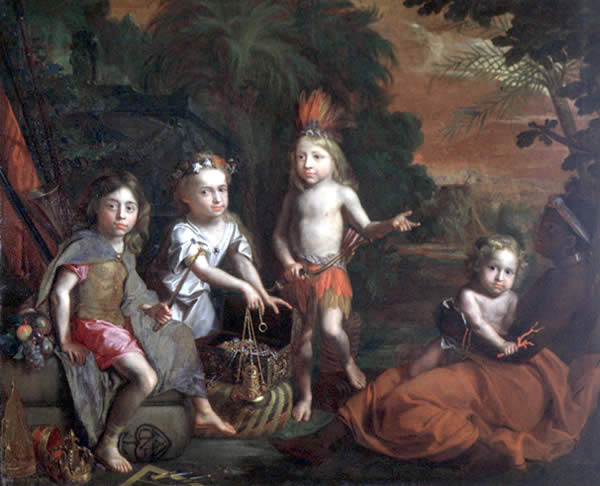
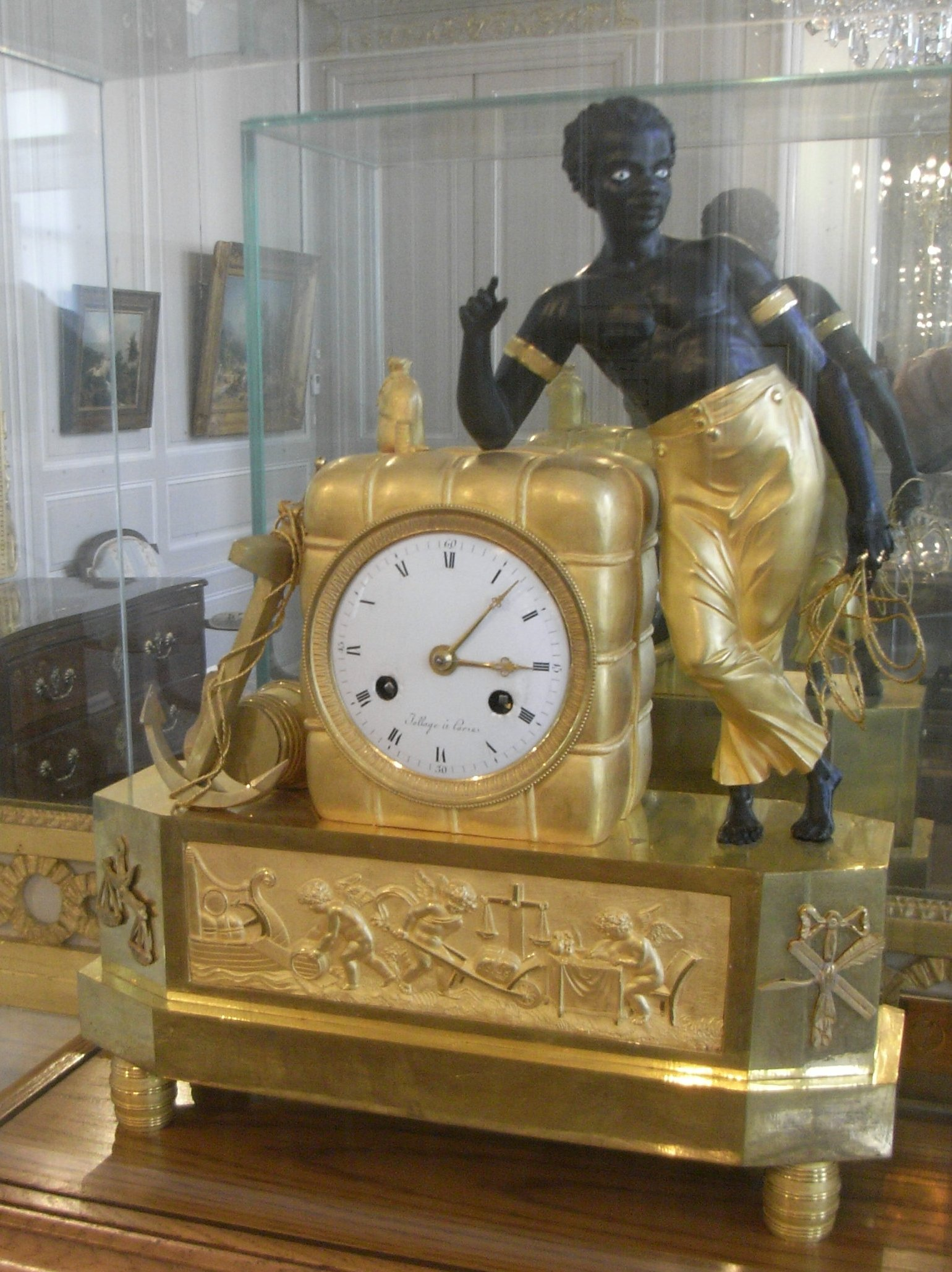
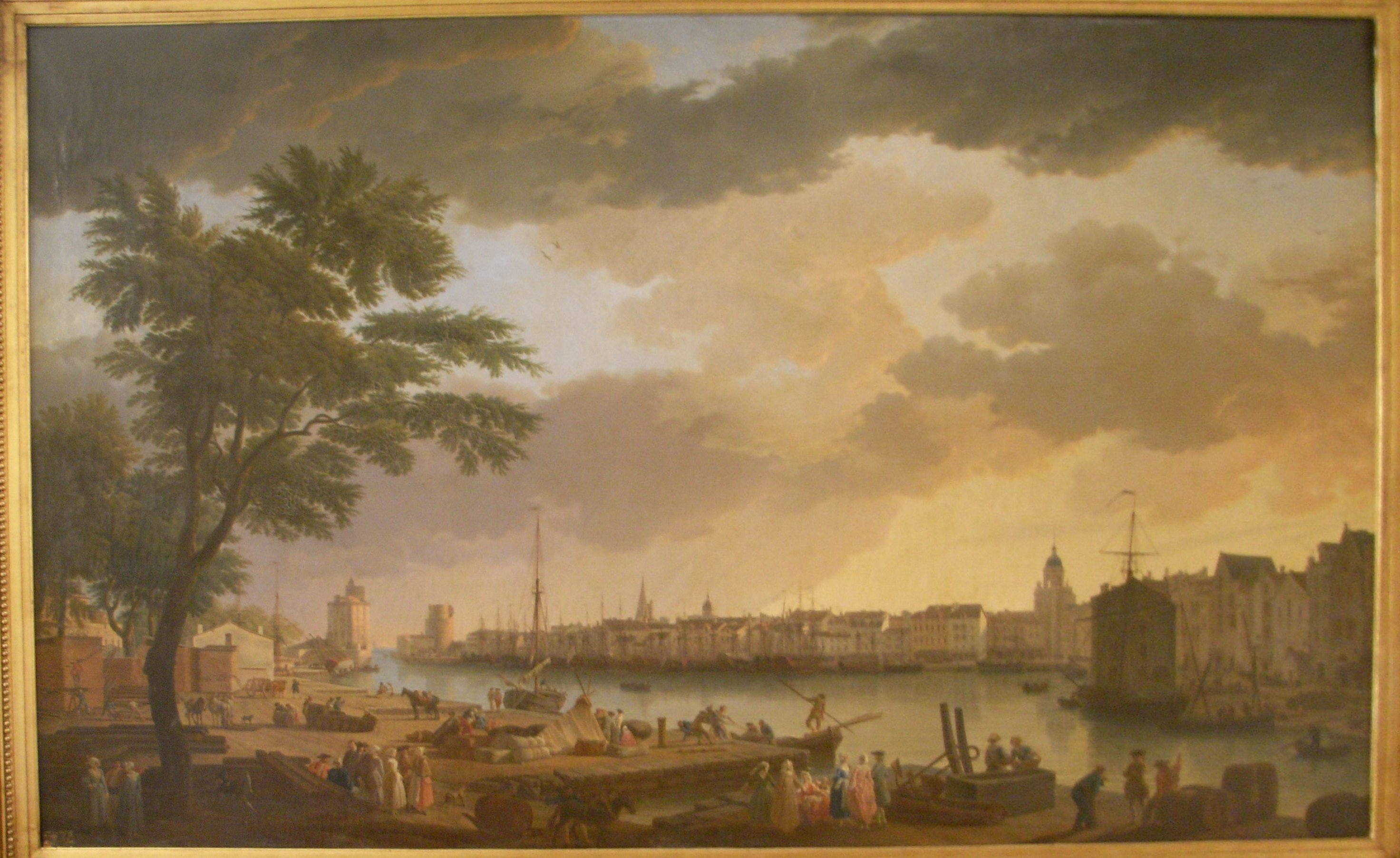
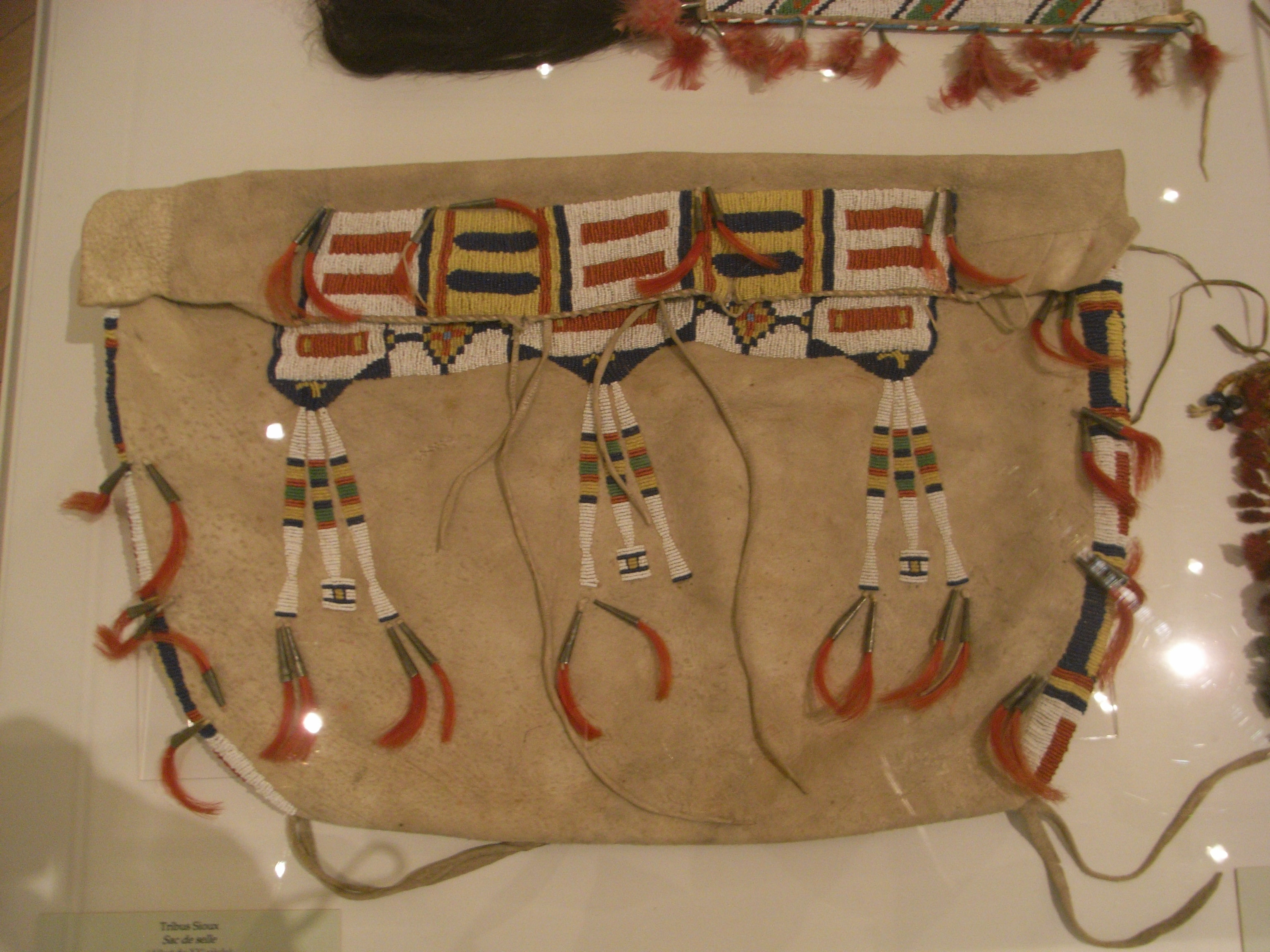
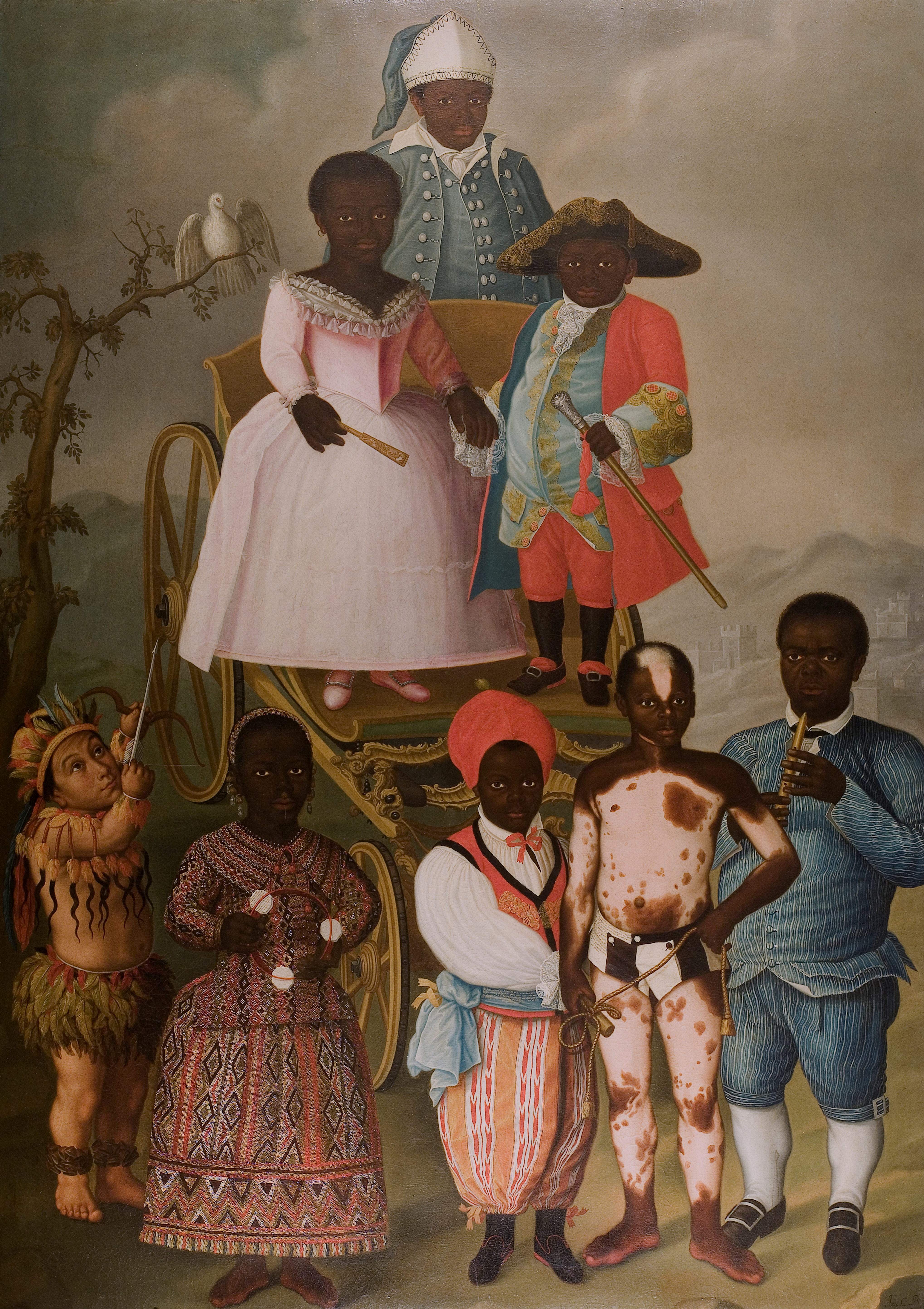
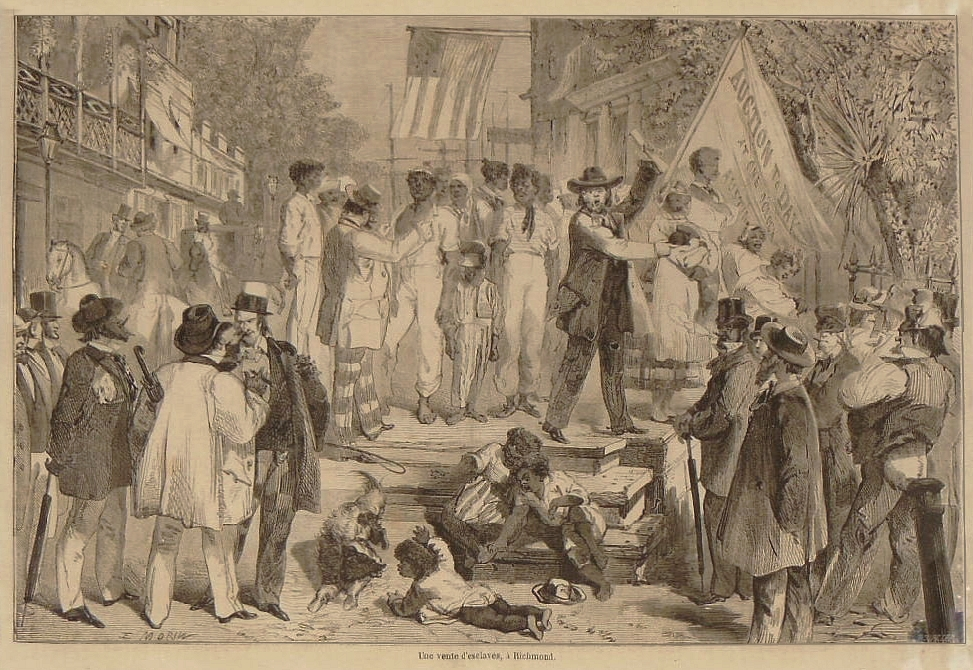